# Mesoleius melanoleucus
Mesoleius melanoleucus är en stekelart som först beskrevs av Johann Ludwig Christian Gravenhorst 1829.  Mesoleius melanoleucus ingår i släktet Mesoleius och familjen brokparasitsteklar. Arten är reproducerande i Sverige. Utöver nominatformen finns också underarten M. m. amperis.